# IDream of Dance
Sueña con el baile (España) o Sueño con bailar (Latinoamérica) es un episodio de la primera temporada de Icarly.

## Sinopsis
Al ver bailar a un bailarín escocés en clase de la señorita Francine Briggs, los chicos de iCarly se interesan por el baile y en iCarly les piden a sus fanes que les manden videos donde ellos hagan algún baile. La pandilla de Icarly ven varios videos de baile que les llegan y se quedan dormidos y cada uno tiene un sueño, el de Sam es que baila en estilo escocés, el de Freddie que un chico que aparecía bailando en un video intentaba ligarse a Carly, aunque ella le decía que le dejase en paz,así que Freddie bailaba una parodia de Michael Jackson y que era el novio de Carly y el sueño de Carly era que bailaba con el chico del sueño anterior y Spencer que bailaba con el mismo chico y que tenía puesta la misma ropa que Carly en el sueño. 
Pero antes de todos esos sueños,Carly,Sam y Freddie tienen un mismo sueño, en el que entran a la escuela y todos se ponen a bailar.
Mientras tanto Spencer busca su casco y una vez encontrar va y despierta a los chicos de sus sueños,ninguno de los chicos lo quieren ver, Spencer se queda dormido y tiene el mismo sueño que Carly.
- Datos: Q6135233